# Gabriel Gómez (Fußballspieler, 1984)
Gabriel Enrique Gómez Giron (* 29. Mai 1984 in Panama-Stadt) ist ein ehemaliger panamaischer Fußballspieler. Der Mittelfeldspieler ist Rekordnationalspieler seines Landes und verbrachte einen Großteil seiner Karriere bei Vereinen in Kolumbien.

## Karriere

### Vereinskarriere
Gómez begann seine Karriere in Panama beim Envigado FC und San Francisco FC. Im Jahr 2004 wechselte er nach Kolumbien zu Deportivo Pasto. Nachdem er dort nur zu fünf Einsätzen gekommen war, kehrte er nach Panama zum Tauro FC zurück, wechselte allerdings im selben Jahr wieder nach Kolumbien, zu Deportivo Pereira. Dort konnte er sich ebenfalls nicht richtig durchsetzen und ging 2006 zu Santa Fe. Dort etablierte er sich als Stammspieler, sodass Vereine aus Europa auf ihn aufmerksam wurden. So kam zustande, dass er für die Saison 2007/08 an Belenenses Lissabon verliehen wurde. Dort konnte er sich durchsetzen und Belenenses machte von der Kaufoption Gebrauch. 300.000 € zahlten die Portugiesen für Gómez an Santa Fe.
Im Sommer 2010 wechselte Gómez nach Zypern zu Ermis Aradippou. Er wurde nach einem halben Jahr freigestellt. Im Jahr 2011 spielte er in Kolumbien für La Equidad.

### Nationalmannschaft
Sein Debüt in der Nationalmannschaft von Panama gab Gómez im Jahr 2003 in einem Freundschaftsspiel gegen El Salvador. Sein erstes großes Turnier war der CONCACAF Gold Cup 2005, nachdem sich Panama 2003 nicht für das Endturnier qualifiziert hatte. Im Jahr 2005 lief es für sein Team deutlich besser und es wurde erst im Finale von den USA im Elfmeterschießen bezwungen. Beim CONCACAF Gold Cup 2013 wiederholte Gómez mit Panama diesen Erfolg und musste sich im Finale erneut den USA geschlagen geben. Bei der Ausgabe 2015 scheiterte Panama im Halbfinale nach Verlängerung an Mexiko und sicherte sich gegen die USA Platz 3. Als Gastmannschaft nahm Panama 2016 an der Jubiläumsausgabe der Südamerikameisterschaft teil, schied aber in der Gruppe mit den späteren Finalisten Argentinien und Chile aus. Panama qualifizierte sich 2018 erstmals für die Fußball-Weltmeisterschaft, als das Team in der CONCACAF-Qualifikation hinter Mexiko und Costa Rica den dritten Platz belegte. Beim Endturnier in Russland schied Panama nach drei Niederlage in der Gruppenphase aus. Gómez spielte alle drei Spiele und beendete nach der Weltmeisterschaft seine Nationalmannschaftskarriere. Insgesamt bestritt er 148 Länderspiele und erzielte zwölf Tore. Sein 100. Spiel absolvierte er am 3. Juni 2014 beim Freundschaftsspiel gegen Brasilien.